# Internacional Fútbol Club de Palmira
Internacional Fútbol Club de Palmira, más conocido como Internacional Palmira  es un club de fútbol colombiano fundado en la ciudad de Palmira en el Valle del Cauca en el año 2024 y juega en la Categoría Primera B del fútbol profesional colombiano.
El club surge como marca deportiva del desaparecido Cortuluá con sus mismos propietarios al conseguir un acuerdo con el municipio de Palmira.

## Historia
En su primera temporada en la categoría Primera B 2024 del fútbol profesional colombiano  tuvo un desempeño muy regular. Comenzaría con una derrota por 2-0 frente a Real Cartagena en condición de visitante. Estuvo cerca de clasificar a los cuadrangulares finales quedando en novena posición igualando en puntos con Boca Juniors de Cali y Deportes Quindío con quien además estaría igualado en diferencia de gol, goles a favor y en contra.
| Pos. | Equipo        | Pts. | PJ | G | E | P | GF | GC | DG |
| ---- | ------------- | ---- | -- | - | - | - | -- | -- | -- |
| 9    | Internacional | 22   | 16 | 6 | 4 | 6 | 20 | 18 | +2 |

Para el torneo finalización comenzaría empatando a cero frente al Real Cartagena, ganaría de visitante 2-1 frente a Bogotá Fútbol Club y en la última jornada ganaría 4-2 al Real Santander pero no le alcanzó para meterse a los cuadrangulares.

## Uniforme

### Evolución uniforme local
|  | 2024 |

### Evolución uniforme visitante
| 2024 |

### Evolución tercer uniforme
| 2024 |

## Rivalidades

### Clasico Palmirano
Orsomarso vs Inter Palmira
| Rival         | PJ | PG | PE | PP | GF | GC | Dif |
| ------------- | -- | -- | -- | -- | -- | -- | --- |
| Inter Palmira | 5  | 1  | 1  | 3  | 5  | 7  | -2  |

Desde la llegada a la ciudad de Palmira del Inter Palmira] en el año 2024, se empezó a formar una rivalidad entre ambos equipos que compartían localía en el Estadio Francisco Rivera Escobar. En dicha temporada se vieron las caras 4 veces, resultando en 3 victorias para Orsomarso y 2 empates. El clásico generó alta expectativa entre los palmiranos, ya que incentivó la asistencia al estadio para observar el encuentro y se forjó una competencia sana entre ambos clubes.
No obstante, la partida de Orsomarso hacia el municipio de Yumbo en el año 2025 llevó a un declive de este clásico, llevando a que una buena parte de la hinchada palmirana decidiera pasarse a apoyar al Inter Palmira en el partido llevado a cabo el día 29 de marzo de 2025, donde siendo local Orsomarso, perdería por primera vez contra su clásico rival.

## Organigrama

### Plantilla 2025-II
- Los equipos colombianos están limitados a tener en la plantilla un máximo de cuatro jugadores extranjeros. La lista incluye sólo la principal nacionalidad o nacionalidad deportiva de cada jugador.

### Extranjeros
| Nacionalidad      | N.º | Jugadores       |
| ----------------- | --- | --------------- |
| Argentina         | 1   | Juan Sánchez    |
| Guinea Ecuatorial | 1   | Yoiver González |
| Honduras          | 1   | Enrique Facussé |

## Entrenadores
| Entrenador       | Período                 |
| ---------------- | ----------------------- |
| Jorge Peralta    | 10/01/2024 - 27/02/2024 |
| Carlos Hernández | 28/02/2024 - 12/08/2024 |
| Héctor Cárdenas  | 12/08/2024 - Act        |